# Röthenbach (Kohlberg)
Röthenbach ist ein Gemeindeteil und eine Gemarkung des Marktes Kohlberg im Oberpfälzer Landkreis Neustadt an der Waldnaab. 

## Geographie
Das Dorf Röthenbach ist vier Kilometer vom Hauptort Kohlberg entfernt. Historischer Mittelpunkt ist das Hammerschloss Röthenbach. Es liegt am  Röthenbach, der dort zum Röthenbacher Hammerweiher aufgestaut wurde. Auf der anderen Seite des Röthenbachs befindet sich eine Eigenheimsiedlung.
Röthenbach liegt an der Grenze des Landkreises Neustadt an der Waldnaab zum Landkreis Amberg-Sulzbach. Umgeben wird Röthenbach von Dürnast im Norden sowie Mantel (Markt) und Weiherhammer im Nordosten. Im Süden liegt Massenricht mit seinen Ortsteilen Obersteinbach und Untersteinbach und im Westen Thansüß und Freihung.
Der Ortskern von Röthenbach liegt auf 411 m ü. NHN.

## Geschichte

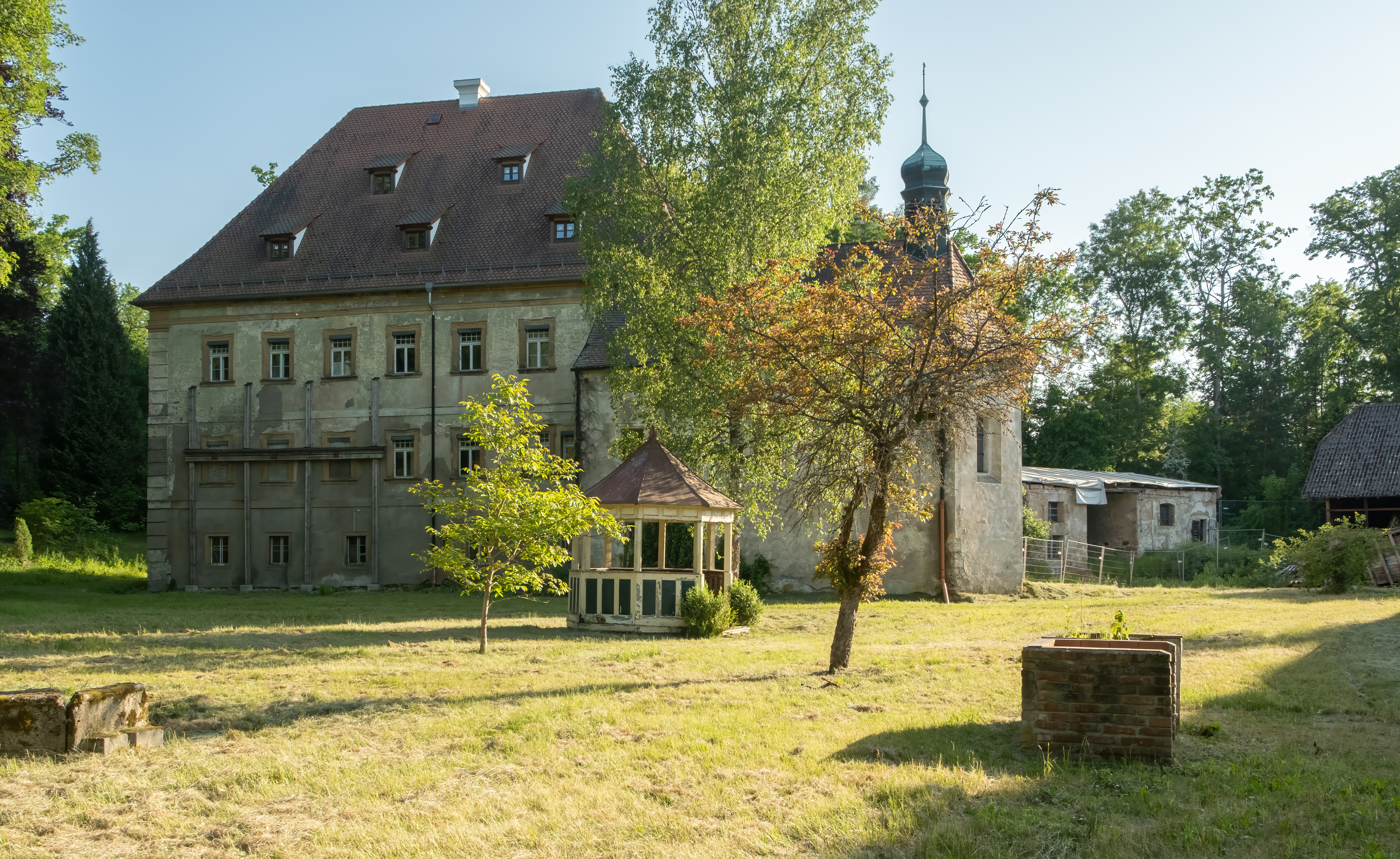
Hammerschloss mit Schlosskapelle

Der Ort Röthenbach geht auf einen Eisenhammer zurück, der schon in den mittelalterlichen Böhmischen Salbüchlein Karls IV. erwähnt wurde. Noch bis 1880 war dort ein Hochofen in Betrieb, der Roheisen produzierte.
Von der Mitte des 18. Jahrhunderts bis 1928 gab es im Ort Glasindustrie, zunächst Veredelungswerke, dann auch eine Glashütte. Aus dieser Zeit ist noch ein denkmalgeschütztes Glasarbeiter-Haus erhalten, ferner das mit Polierrot gefärbte Gebäude, in dem bis 1928 das Glaspolierwerk untergebracht war. Sehenswert ist auch die Schlosskapelle mit einem Doser-Altar.
Das als Landsassengut anerkannte, 1678 errichtete Hammerschloss mit der Schlosskapelle Mariä Empfängnis (1728) und Brauerei- und Landwirtschaftsgebäuden wurde 1818 in ein Patrimonialgericht II. Klasse umgewandelt. Mit der Aufhebung der Patrimonialgerichte in Bayern durch Gesetz vom 4. Juni 1848 kam der Ort verwaltungstechnisch zum Markt Kohlberg.
Im Zeitalter der Industrialisierung wuchs die Bevölkerungszahl von 121 im Jahre 1864 auf über 260 im Jahre 1910. Nach der Stilllegung sämtlicher Gutsbetriebe Ende der 1960er Jahre ging die Einwohnerzahl auf unter 150 zurück.

## Wirtschaft und Infrastruktur
Auf den ehemaligen Gutsweiden wird extensive Landwirtschaft betrieben, es gibt Imkerei, Forst- und Teichwirtschaft. Am Röthenbacher Hammerweiher mit mehreren Badeplätzen wird auch geangelt. Röthenbach ist an die Bahnlinie Weiden – Nürnberg angeschlossen, Rad- und Wanderwege kreuzen.

### Verkehr
Der Haltepunkt Röthenbach (Oberpf) liegt an der Bahnstrecke Neukirchen–Weiden und wird von Regional-Express-Zügen der Relation Nürnberg Hbf–Neustadt (Waldnaab) bedient.

## Baudenkmäler
Außer dem Hammerschloss sind drei weitere Objekte in die Denkmalliste von Röthenbach eingetragen:
- Arbeiterwohnhaus, Im Dorf 4, zweite Hälfte 19. Jahrhundert
- Kriegerdenkmal für die Gefallenen des 1. und 2. Weltkrieges, bezeichnet 1958
- Waldkapelle, Tannwiesen, 1890